# Тиран (рід)
Тиран (Tyrannus) — рід горобцеподібних птахів родини тиранових (Tyrannidae). Представники цього роду мешкають в Америці.

## Таксономія і систематика
Молекулярно-генетичне дослідження, проведене Телло та іншими в 2009 році дозволило дослідникам краще зрозуміти філогенію родини тиранових. Згідно із запропонованою ними класифікацією, рід Тиран (Tyrannus) належить до родини тиранових (Tyrannidae), підродини тиранних (Tyranninae) і триби Tyrannini.

## Види
Виділяють тринадцять видів:
- Тиран сіроспинний (Tyrannus niveigularis)
- Тиран білогорлий (Tyrannus albogularis)
- Тиран тропічний (Tyrannus melancholicus)
- Тиран техаський (Tyrannus couchii)
- Тиран-крикун (Tyrannus vociferans)
- Тиран товстодзьобий (Tyrannus crassirostris)
- Тиран західний (Tyrannus verticalis)
- Тиран мексиканський (Tyrannus forficatus)
- Тиран вилохвостий (Tyrannus savana)
- Тиран королівський (Tyrannus tyrannus)
- Тиран сірий (Tyrannus dominicensis)
- Тиран кубинський (Tyrannus cubensis)
- Тиран темноголовий (Tyrannus caudifasciatus)

## Етимологія
Наукова назва роду Tyrannus походить від слова дав.-гр. τυραννος — тиран.